# Alcíone (diàleg)
Alcíone és un breu diàleg en què Sòcrates es refereix a l'antic mite de l'Alcíone (una dona transformada en un ocell sempre cercant les mars en el lament) a Querefont. Té la distinció de ser atribuït als manuscrits als dos, Plató i Llucià, però el treball no és de cap dels dos escriptors. Se sap que Favorí, al segle segon, l'atribueix a un tal Lleó, possiblement Lleó Acadèmic. És estrany trobar-lo en les col·leccions modernes de les obres de Plató, encara que sovint es continua incloent entre les obres (falses) de Llucià.